# Hans Lautenschlager
Hans Lautenschlager (20 janvier 1919 à Montigny-lès-Metz - 19 septembre 2007) est un homme politique allemand (SPD), député au Bundestag de 1960 à 1976 et député européen de 1968 à 1977.

## Biographie
Après le lycée, Hans Lautenschlager travaille pour la ville de Ratisbonne. De 1939 à 1945, il sert son pays comme simple soldat. Après la Seconde Guerre mondiale, il réintègre l’administration, où il dirige plusieurs services jusqu’en 1960. En 1960, Hans Lautenschlager est élu membre du Conseil municipal de Ratisbonne.
Sur le plan politique, Hans Lautenschlager a été membre du Parti social-démocrate d'Allemagne (SPD) à partir de 1948. Il fut élu sans interruption au Bundestag de 1960 à 1976, sur la liste du land de Bavière. De janvier 1968 à janvier 1977, Hans Lautenschlager a été député au Parlement européen. À partir de 1977, il fut l'un des fondateurs de l'Association des anciens députés du Bundestag et du Parlement européen.

## Sources
- Ludolf Herbst/Rudolf Vierhaus : Biographisches Handbuch der Mitglieder des Deutschen Bundestages 1949–2002. Band 1, A–M, 2002, 1. Auflage, (p. 488-489).